# دانه‌خوار توسی‌رنگ
دانه‌خوار توسی‌رنگ (نام علمی: Sporophila schistacea) نام یک گونه از سرده دانه‌خوارهای اصلی است.